# Konawa, Oklahoma
Konawa, Oklahoma (енгл. Konawa) град је у америчкој савезној држави Оклахома.

## Демографија
По попису из 2010. године број становника је 1.298, што је 181 (-12,2%) становника мање него 2000. године.
| Група             | 2000.         | 2010.       |
| Белци             | 1.025 (69,3%) | 837 (64,5%) |
| Афроамериканци    | 28 (1,9%)     | 31 (2,4%)   |
| Азијати           | 3 (0,2%)      | 2 (0,2%)    |
| Хиспаноамериканци | 32 (2,2%)     | 19 (1,5%)   |
| Укупно            | 1.479         | 1.298       |